# Haematopota americana
Haematopota americana är en tvåvingeart som beskrevs av Osten Sacken 1875. Haematopota americana ingår i släktet Haematopota och familjen bromsar. Inga underarter finns listade i Catalogue of Life.